# Kvalspelet till Elitserien i innebandy 2009/2010

Kvalspelet till Elitserien i innebandy 2009/2010 spelades mellan den 13 mars och 13 april 2009 och bestod av två omgångar, kallade "Playoff 1" och "Playoff 2". Playoff 1 bestod av fyra lag från division 1, som delades upp i två dubbelmöten. Segrarna från respektive dubbelmöte gick vidare till Playoff 2, där laget från Elitserien 2008/2009 gick in. Lagen spelade en serie där de två främsta gick till Elitserien 2009/2010.
Vinnaren i ordinarie tid fick 3 poäng, vid oavgjort efter full speltid fick vardera lag ett poäng och matchen fortsatte till sudden death. Vinnaren i sudden death fick ytterligare en poäng - korades ingen vinnare fick inget lag extrapoäng (det vill säga att båda lagen fick nöja sig med ett poäng vardera). Förloraren i ordinarie tid fick noll poäng.

## Playoff 1
- Skellefteå Innebandy IF – Sten Sture BK 8–7 (3–2, 5–5 sd)
- IBK Lockerud – IBF Göteborg 8–4 (5–3, 3–1)

## Playoff 2
|    | Grupp 1                 | SM | V | O | F | ÖTV | GM | IM | MS | P |
| -- | ----------------------- | -- | - | - | - | --- | -- | -- | -- | - |
| 1. | IBK Lockerud            | 4  | 3 | 0 | 1 | 0   | 15 | 14 | +1 | 9 |
| 2. | Skellefteå Innebandy IF | 4  | 2 | 0 | 2 | 0   | 21 | 18 | +3 | 6 |
|    |                         |    |   |   |   |     |    |    |    |   |
| 3. | FBC Engelholm           | 4  | 1 | 0 | 3 | 0   | 13 | 17 | –4 | 3 |

- 20 mars 2009: Skellefteå Innebandy IF – FBC Engelholm 5–7
- 22 mars 2009: IBK Lockerud - Skellefteå Innebandy IF 6–5
- 27 mars 2009: FBC Engelholm – IBK Lockerud 1–2
- 29 mars 2009: IBK Lockerud – FBC Engelholm 5–2
- 10 april 2009: Skellefteå Innebandy IF – IBK Lockerud 6–2
- 13 april 2009: FBC Engeholm – Skellefteå Innebandy IF 3–5